# Julius Streicher
Julius Streicher (Fleinhausen, 12 februari 1885 – Neurenberg, 16 oktober 1946) was een lid van de NSDAP, de Gauleiter (regionale leider) van Franken en de oprichter en uitgever van de extreem antisemitische Der Stürmer, een weekblad dat een centrale plek innam in het propaganda-apparaat van Nazi-Duitsland.
Streicher werkte tot het uitbreken van de Eerste Wereldoorlog in 1914 als leraar in het primair onderwijs in Neurenberg. In dat jaar trad hij in dienst bij het Duitse leger, waarin hij gedurende de oorlog de rang van luitenant verwierf en de onderscheidingen van het IJzeren Kruis 1e en 2e klasse. Na het einde van de Eerste Wereldoorlog in 1918 werd hij gedemobiliseerd en keerde hij terug naar Neurenberg en zijn onderwijspositie.

## Politieke loopbaan
Vanaf januari 1919 begon Streicher vergaderingen van de DVSTB (Deutschvölkischer Schutz- und Trutzbund) bij te wonen. Deze antisemitische vereniging was datzelfde jaar opgericht met als doel Duitsers tegen het jodendom te keren. Een jaar later werd hij een vroeg lid van de antisemitische DSP (Deutsch-Sozialistische Partei). Streicher werd een leidende figuur in de Neurenbergse afdeling van de partij. Zijn machtsbasis werd versterkt door het feit dat hij de privé-eigenaar was van de partijkrant, de Deutscher Sozialist, hetgeen hem een aanzienlijke mate van onafhankelijkheid verschafte ten opzichte van de nationale partij. 
Streichers radicalisering in deze jaren leidde tot zijn wens dat de DSP een meer antisemitische koers zou gaan varen. Nadat hij binnen de partij veel weerstand tegen dit idee had ondervonden, besloot hij in 1921, samen met een aanzienlijk aantal volgelingen, naar de nieuwe DW (Deutsche Werkgemeinschaft) te vertrekken. Deze partij was datzelfde jaar opgericht door Otto Dickel met het doel alle extreemrechtse völkische partijen te verenigen. Streicher behield in deze partij zijn betrekkelijk onafhankelijke lokale machtspositie, evenals zijn privé-eigendom van de partijkrant, die hij had omgedoopt tot de Deutscher Volkswille.
De verdere radicalisering van Streichers antisemitisme en persoonlijke tegenstellingen leidden tot conflicten binnen de DW, die uitmondden in zijn vertrek uit de partij in september 1922. In oktober van dat jaar onderwierp Streicher zich persoonlijk aan het leiderschap van Adolf Hitler, waarna hij in Neurenberg de afdeling van diens NSDAP (Nationalsozialistische Deutsche Arbeiterpartei) in Franken oprichtte. Deze gebeurtenis was van groot belang voor de ontwikkeling van de NSDAP. Een aanzienlijk aantal volgelingen van Streicher werd opgenomen in de gelederen van de partij, en het al nationalistische en antisemitische Franken werd een belangrijk bolwerk voor het nazisme. Bovendien werd de jaarlijkse organisatie van de Reichsparteitag, een grote partijbijeenkomst met een propagandafunctie, in het centraal gelegen Neurenberg mogelijk gemaakt.
Streicher nam deel aan de mislukte Bierkellerputsch van 1923. Als gevolg daarvan werd hij uit zijn leraarsfunctie ontheven. Streicher bleef Hitler trouw toen deze in de gevangenis van Landsberg werd opgesloten. De NSDAP was verbannen na de poging tot machtsovername, maar in 1924 sloot hij zich aan bij de GVG (Großdeutsche Volksgemeinschaft), de mantelorganisatie die datzelfde jaar was opgericht door Alfred Rosenberg, het voormalige NSDAP-lid dat Hitler had aangesteld als zijn tijdelijke plaatsvervanger tijdens zijn gevangenschap. Streicher daagde het zwakke leiderschap van Rosenberg uit en werd op 9 juli 1924 in zijn plaats tot voorzitter van de GVG gekozen. Na zijn vrijlating richtte Hitler op 27 februari 1925 de NSDAP opnieuw op in een toespraak in de Bürgerbräukeller in München. Streicher was een van de aanwezigen die zijn loyaliteit aan Hitler herbevestigde: hij sloot zich weer aan bij de NSDAP en de GVG werd ontbonden. Streicher werd benoemd tot Gauleiter van Nordbayern, een regio die Opper-, Middel- en Neder-Franken bevatte. 
Streicher stond bekend als een corrupte en spilzuchtige man. In de loop van de jaren dertig werd zijn positie, ondanks de bescherming van zijn antisemitische geestverwant Hitler, onhoudbaar. Hij opereerde vaak op eigen houtje en eigende zich joodse bezittingen toe die naar het oordeel van de NSDAP aan de staat toekwamen. Ook viel hij regelmatig andere hoge nazi´s, met name zijn voornaamste tegenstander Hermann Göring, verbaal op vulgaire wijze aan. Hij bracht de partij nog meer in verlegenheid door in de straten van zijn woonplaats Neurenberg rond te paraderen en met een bullenpees in het rond te slaan. Hierdoor kreeg iedereen in de partij een hekel aan hem. Het Uschla (Untersuchung und Schlichtungs-Ausschuss, de interne rechtspraakinstantie van de NSDAP) oordeelde op 16 februari 1940 dat Streicher ongeschikt was voor leidinggevende posities.
Hij werd uit zijn ambten gezet, maar bleef door ingrijpen van de Führer wel de titel van Gauleiter behouden. Verder bleef hij uitgever van het antisemitische weekblad Der Stürmer. Hij was echter niet langer een centrale figuur binnen de NSDAP en zijn buste werd van het Reichsparteitagsgelände, het grote paradeterrein bij Neurenberg, verwijderd.

## Extreem antisemitisme
Streicher was bovenal berucht om zijn pathologische Jodenhaat. In 1923 stichtte Streicher Der Stürmer, een antisemitisch weekblad dat berucht was om extreem antisemitische berichtgeving en joodse karikaturen. In de eindeloze hetze die hij tegen de Joden voerde, werden zij op een hysterische wijze van alle mogelijke misdaden (tegen het Duitse volk) beschuldigd, zoals perversie, bedrog, uitbuiting, samenzwering en verraad. De Jood werd door Streicher bestempeld als een seksueel wellustig en verdorven wezen, voortdurend erop uit om het Duitse volk te bezoedelen. Bovendien vormden volgens hem de Joden een doodsbedreiging voor het Arische ras, omdat door 'gemengde' huwelijken de bloedzuiverheid van het Duitse nageslacht werd aangetast. Door een dergelijke degeneratie zouden de Joden Duitsland willen verzwakken en onderwerpen. Naast de morele en raciale aantasting van het Duitse volk zag Streicher in de Joden nog een ander gevaar, namelijk de culturele ondermijning van de Westerse cultuur. Alles wat met de verheven waarden ervan in strijd werd geacht, zou volgens Streicher juist door de Joden worden gepropageerd. De moderne kunst was daarom een terrein waarop de Joden heel actief waren. Met het voortschrijden van de jaren dertig nam het antisemitisme een steeds demonischer karakter aan. 
Vooral in de karikaturen van Der Stürmer werd de Jood neergezet als een vleesgeworden demon. Hierdoor ontstond er een primitief dualistisch wereldbeeld waarin de Arische mens enkel mooi, zuiver en goed was en de Joodse 'untermensch' enkel lelijk, goor en slecht. Het uitbreken van de Tweede Wereldoorlog was volgens Streicher enkel en alleen aan de Joden te wijten en was uitsluitend bedoeld om Duitsland als (politieke en culturele) grootmacht te vernietigen. Daarom was een rigoureuze en genadeloze aanpak van het Joodse vraagstuk noodzakelijk en uit nationaal zelfbehoud ook gerechtvaardigd. In februari 1944 schreef hij in Der Stürmer: "Wie [...] doet wat een Jood doet is een smeerlap, een misdadiger. En wie hem wil nadoen verdient hetzelfde eind: de vernietiging, de dood." Ook noemde hij zichzelf 'De Jodenhater nummer één'. Zijn zeer succesvolle uitgeverij Stürmer-Verlag publiceerde onder andere een reeks antisemitische kinderboeken, waaronder het beruchte boekje “Der Giftpilz” (de giftige paddenstoel).

## Arrestatie en proces

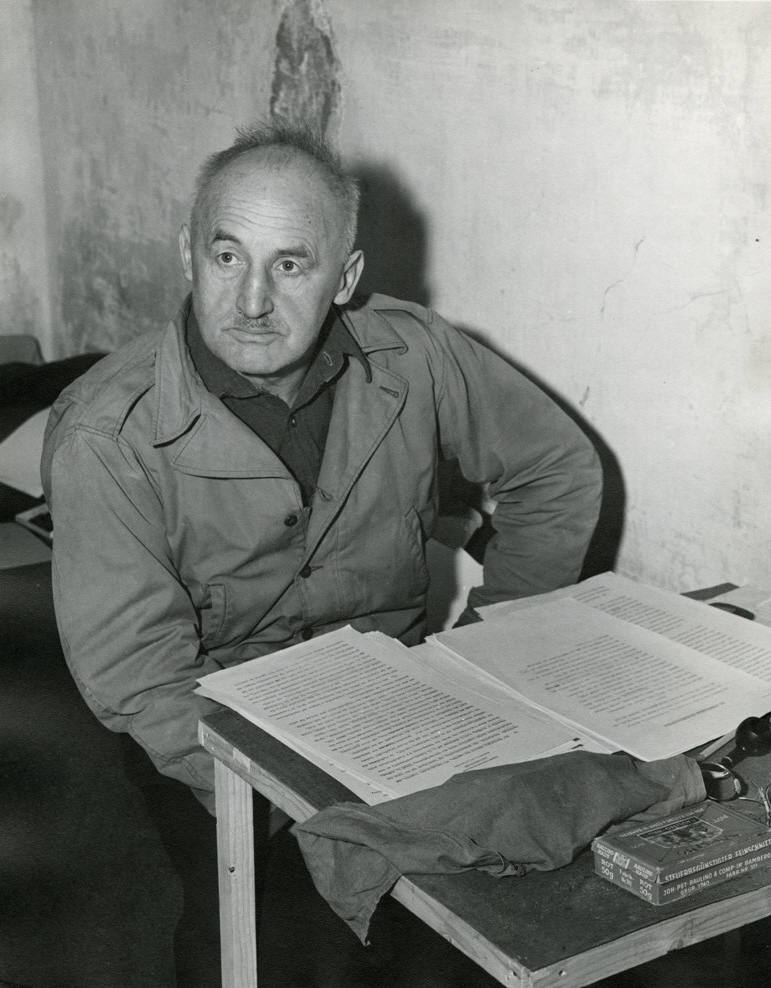
Julius Streicher als aangeklaagde vóór de Processen van Neurenberg

Na de Tweede Wereldoorlog, op 23 mei 1945, werd Streicher, die zijn baard had laten staan en zich vermomd had als kunstenaar, in het Oostenrijkse plaatsje Waidring door een Joodse Amerikaanse majoor van de 101e Luchtlandingsdivisie herkend en gearresteerd. Dit geschiedde overigens naar aanleiding van een onschuldige opmerking van de majoor die vond dat de oude kunstenaar wel wat op Streicher leek. In plaats van de opmerking weg te wuiven, reageerde de hypernerveuze Streicher met 'Ja, dat ben ik'. Streicher werd door zijn Amerikaanse gevangenbewaarders ernstig mishandeld, voordat hij naar Luxemburg werd overgevlogen. 
Tijdens het Proces van Neurenberg ontkende Streicher ook maar iets verkeerds gedaan te hebben. Hij vond nog steeds dat de Joden het verdienden om te sterven. Ook hoefde hij niet op sympathie te rekenen van zijn medegevangenen die allemaal een hekel aan hem hadden. Zoals alle verdachten moest hij een IQ-test afleggen, waarop hij 106 scoorde: bovengemiddeld, maar wel het laagste van de groep.
Vanwege zijn intense en grootscheepse ophitsing tegen de Joden werd hij medeverantwoordelijk gesteld voor de dood van miljoenen van hen en ter dood veroordeeld. Op 16 oktober 1946 werd Julius Streicher opgehangen. Terwijl hij naar de galg gebracht werd schreeuwde hij een keer met schrille stem "Heil Hitler" en voegde het publiek daarna nog toe dat zij allemaal door de communisten zouden worden opgehangen. Toen hij het schavot opliep sneerde hij nog "Purim Fest 1946!". Het Joodse Poerim feest viert dat de Joden ontkwamen aan uitroeiing door de handen van Haman, een Perzische regent uit de tijd van koning Ahasveros. Zijn laatste woorden waren aan zijn vrouw gericht. Nadat het valluik openging, klonken er volgens de toeschouwers vanachter het gordijn nog gesmoorde geluiden, tot de beul zich ermee bemoeide door, naar eigen zeggen, Streicher te wurgen.
Martin Bormann · Karl Dönitz · Hans Frank · Wilhelm Frick · Hans Fritzsche · Walther Funk · Hermann Göring · Rudolf Hess · Alfred Jodl · Ernst Kaltenbrunner · Wilhelm Keitel · Gustav Krupp von Bohlen und Halbach · Robert Ley · Konstantin von Neurath · Franz von Papen · Erich Raeder · Joachim von Ribbentrop · Alfred Rosenberg · Fritz Sauckel · Hjalmar Schacht · Baldur von Schirach · Arthur Seyss-Inquart · Albert Speer · Julius Streicher